# Karasawa Hiromu
Hiromu Karasawa (sinh ngày 4 tháng 8 năm 1990) là một cầu thủ bóng đá người Nhật Bản.

## Sự nghiệp câu lạc bộ
Hiromu Karasawa đã từng chơi cho Ventforet Kofu.